# Абраам, Клет
Клет Абраам (фр. Clet Abraham; род. 2 октября 1966, Bretagne) — французский художник, работающий в Италии и наиболее известный как стрит-артист.

## Биография
Получил образование в Школе изящных искусств в Ренне, а затем, выставившись в различных бретонских художественных галереях, переехал в Рим, где работал реставратором старинной мебели. Затем он экспонируется во многих галереях, римских, парижских и бретонских (Galleria Studio 99, Галерея Ле Маре в Париже, Галерея Армель в Нанте) и в различных культурных учреждениях. В 2005 году он переехал во Флоренцию, где с тех пор практикует. Его работы пользуются заметным успехом у частных коллекционеров Парижа, Монте-Карло, Нью-Йорка. Среди организаций, заказывавших художнику работы, — Banca Popolare dell'Etruria e del Lazio, Институт исторических исследований имени Томмазо Крудели в Удине и Замок Поппи в Тоскане. Он также трижды участвовал в групповой выставке Fuori Luogo под патронатом компании Chiessi e Fedi: в 2008 году — во флорентийском Дворце Строцци, в 2009 году — в оперном театре Пергола, где установил рекорд продаж, и в 2010 году — во Дворце Медичи — Риккарди.

## Галерея

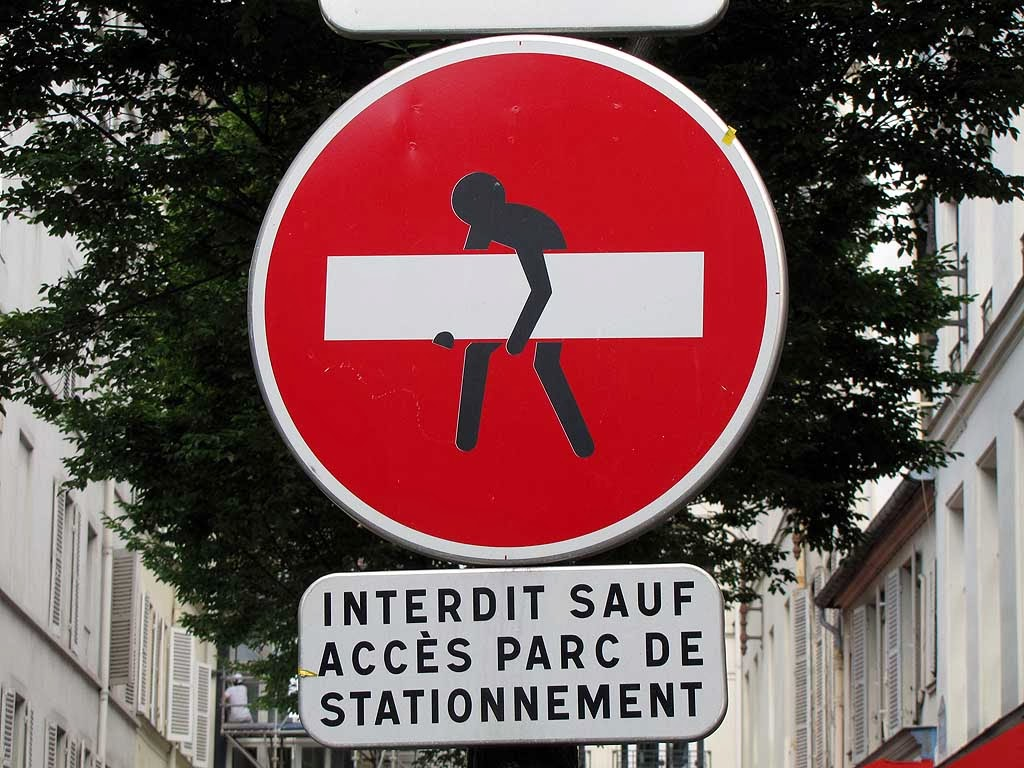
Interdiction d'accès
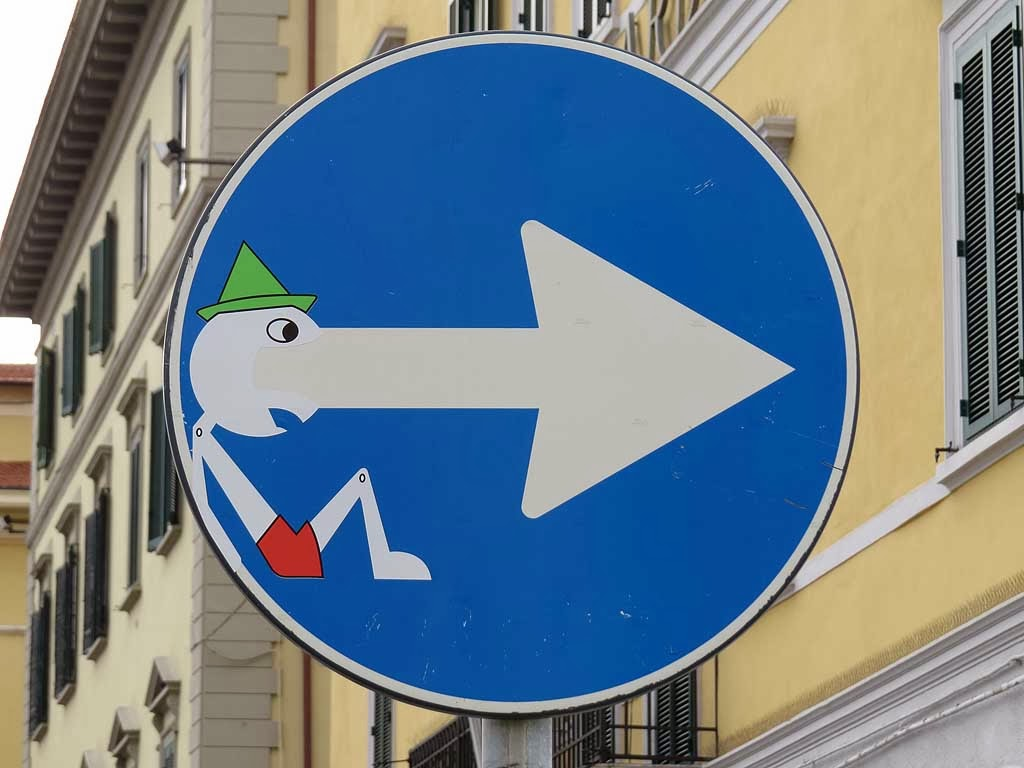
Pinocchio
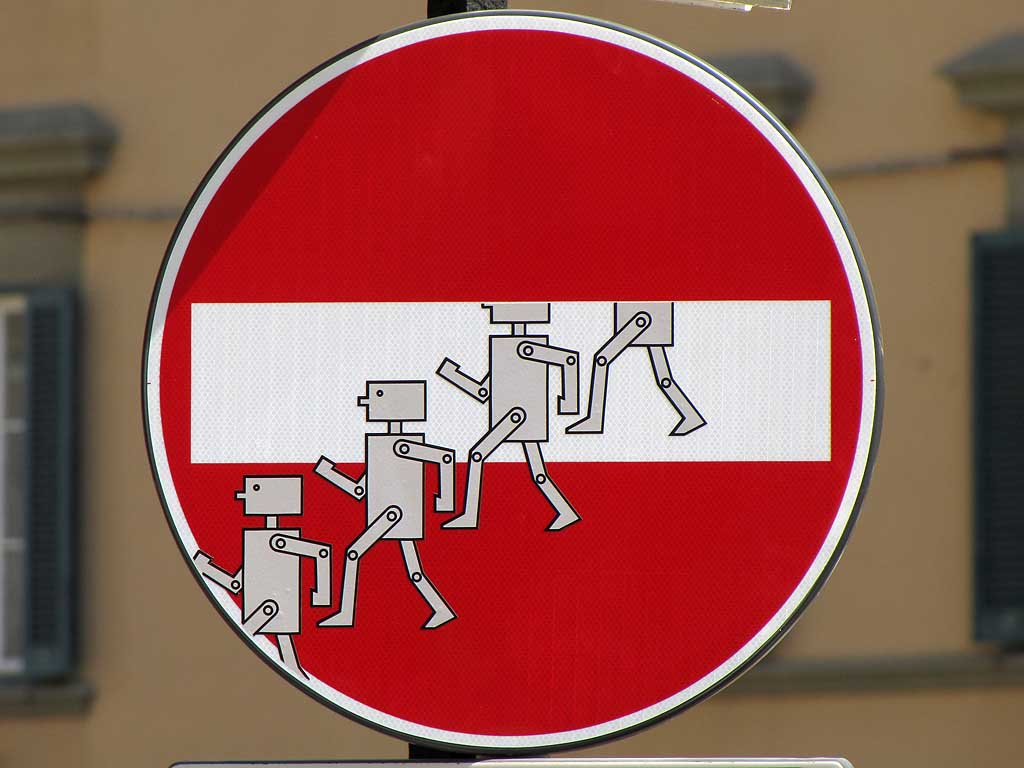
Alien invasion
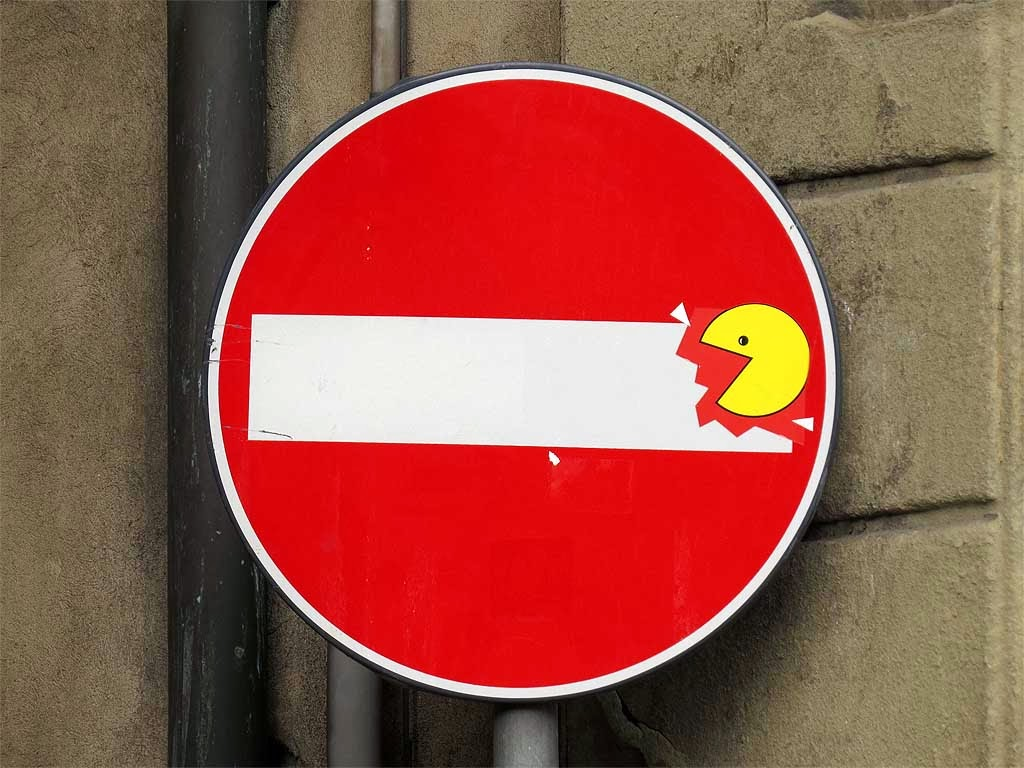
Pac-Man
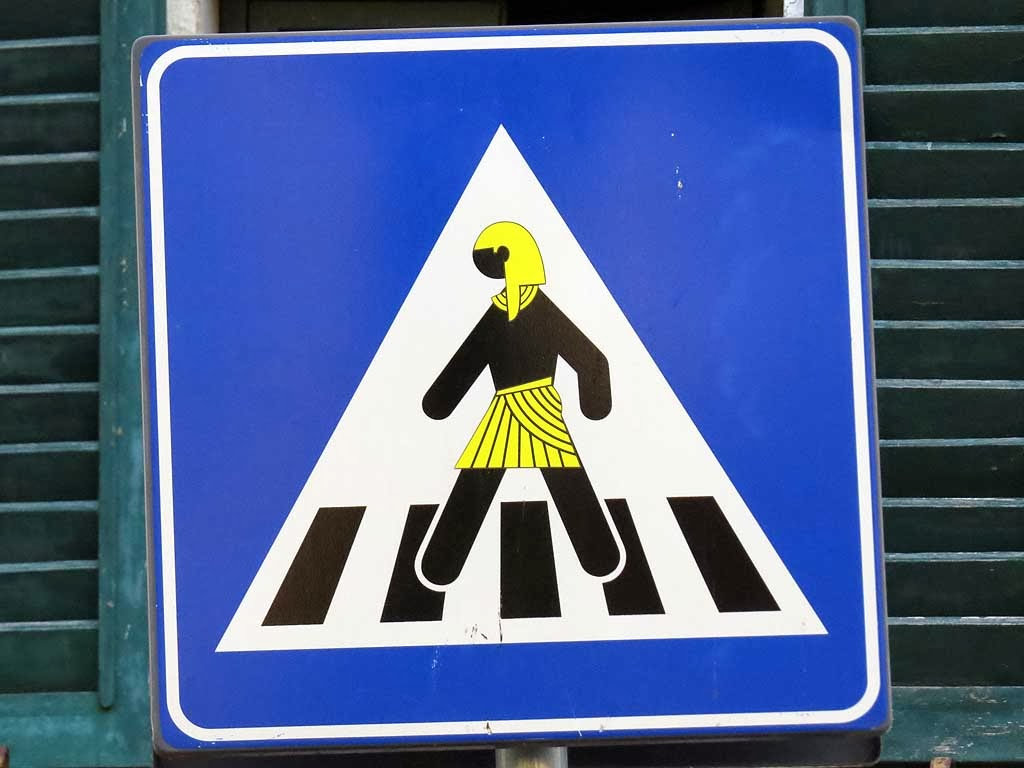
Cross like an Egyptian
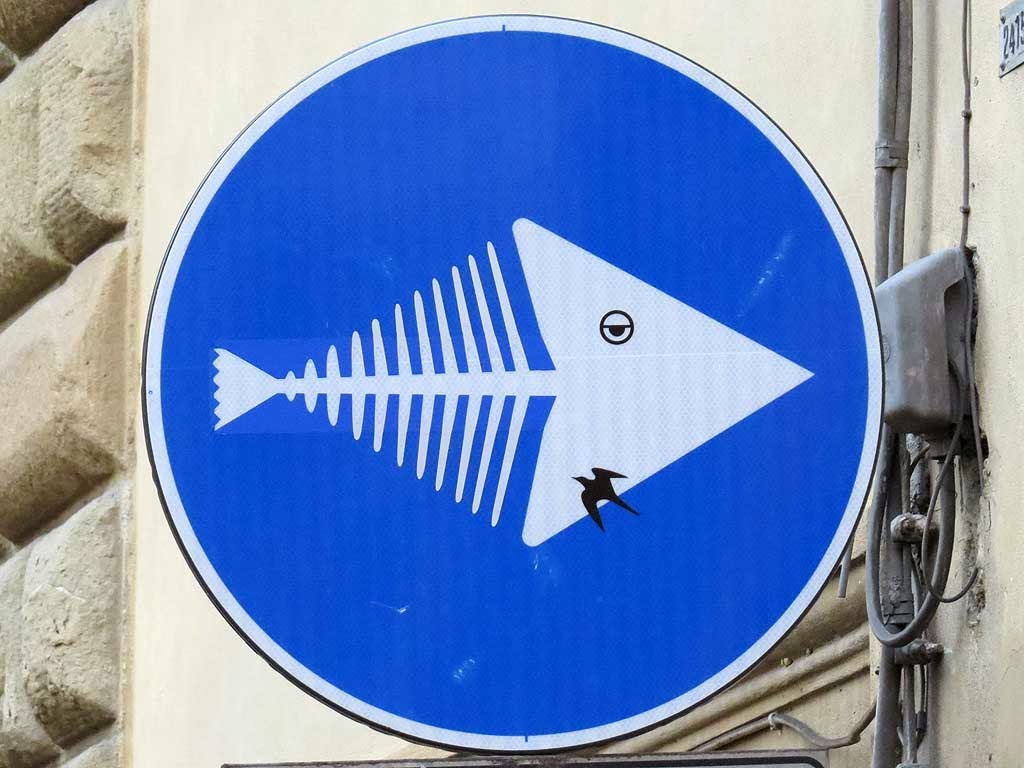
Fish Bones
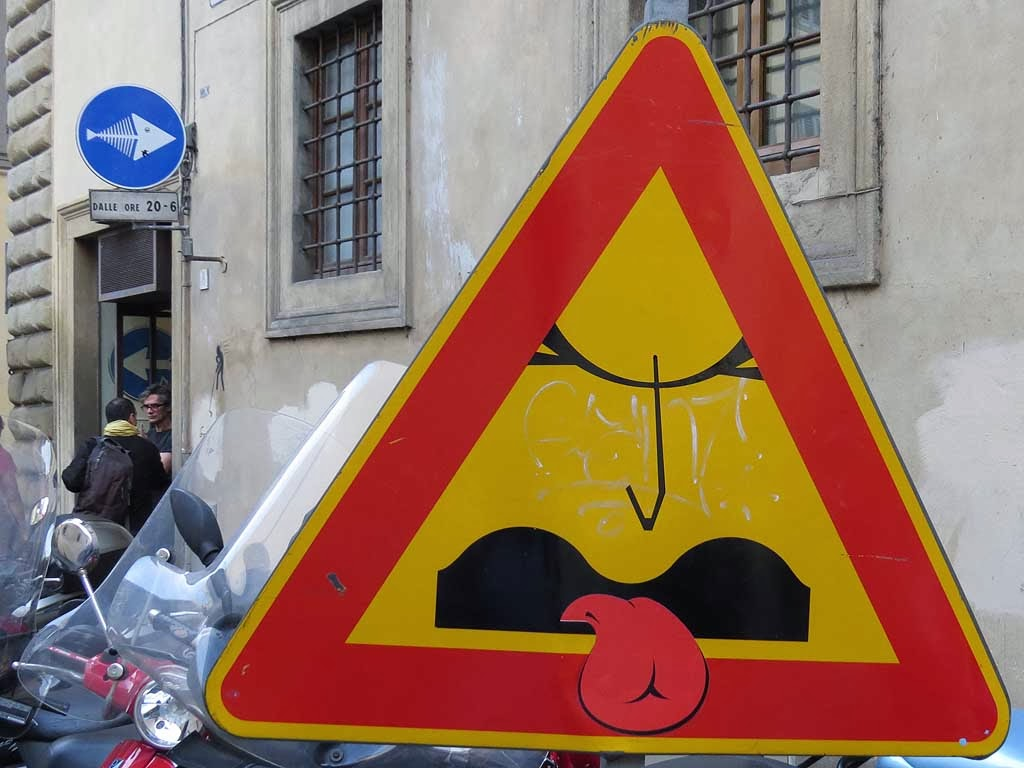
Pulling a face

## Статьи
- Bell’Italia, N°204 paru en avril 2003
- Famiglia Cristiana, N°26 paru le 26 juin 2005
- Coffee Colours, N°35 paru en mars 2009 (couverture)
- Coffee Colours, N°36 paru en avril 2009 (couverture)
- Coffee Colours, N°41 paru en octobre 2009 (couverture)
- Arts Magazine, N°45 paru en mai 2010
- Aurora, The world wide interactive journal, N°1 paru en juin 2010
- Iconic Strickers, en STUDIO Architecture and Urbanism magazine[4] Issue#03 Icon[5]paru en octobre 2012 Ed.
- Clet Abraham, Irene Sartoretti, “Art sur la Route», en Revue Flux n.100 http://www.flux100.cnrs.fr/ paru en janvier 2017.